# Live at the O2 Apollo Manchester 2017
A Live at the O2 Apollo Manchester 2017 Anastacia amerikai pop-rock énekesnő 2017. május 29-én megjelent, második koncertalbuma a 2016-os A 4 App című lemez megjelenésének óta. A korong kizárólag a PledgeMusic weboldalon keresztül érhető el a Sony lemezkiadó cég által. Az énekesnő 2017. május 27-én az O2 Apollo Manchester koncerthelyszínen lépett színpadra, ahol rögzítették a teljes előadást.

## Háttere
2017. május 20-án a PledgeMusic-on jelentették be, hogy Anastacia két koncertalbumot fog megjelentetni. Eközben kijelentették, hogy „Világszerte több mint 30 millió eladott lemezzel Anastacia napjaink legfelismerhetőbb hangjainak egyike. Legutóbbi korongja, az Ultimate Collection bekerült (karrierje során a hatodik alkalommal) a UK Top 10-es listába – megerősítve Anastacia időtlen státuszát egy olyan hanggal, mely az elkövetkezendő évek során továbbra is sok mindent fog elérni.”
Az énekesnő 2017. május 27-én Manchesterben, június 8-án pedig Londonban adott koncertet. A fellépéseket rögzítették és koncertalbumok formájában jelentették meg azokat. A két anyag a The Ultimate Collection Turnén elhangzott dalokat tartalmazza.
Anastacia a koncertalbumok teljes bevételét a 2017. május 22-ei, manchesteri terrortámadásban elhunytak családjainak adományozza a Manchester Evening News által létrehozott alapítványon keresztül.

## Dallista
CD 1
| #   | Cím                       | Szerzők                                                                | Producerek                    | Hossz |
| --- | ------------------------- | ---------------------------------------------------------------------- | ----------------------------- | ----- |
| 1.  | Army of Me                | Christina Aguilera, Jamie Hartman, David Glass, Phil Bentley           | Hartman                       | 3:31  |
| 2.  | Sick and Tired            | Anastacia Newkirk, Dallas Austin, Glen Ballard                         | Austin, Ballard               | 4:23  |
| 3.  | Stupid Little Things      | Anastacia, Sam Watters, Louis & Michael Biancaniello, Courtney Harrell | L. & M. Biancaniello, Watters | 6:10  |
| 4.  | Paid My Dues              | Anastacia, Greg Lawson, Damon Sharpe, LaMenga Kafi                     | Ric Wake, Richie Jones        | 3:39  |
| 5.  | Cowboys & Kisses          | Anastacia, JIVE, Charlie Pennachio                                     | Wake, The Shadowmen           | 8:10  |
| 6.  | Everything Burns          | Ben Moody                                                              | Moody, Jay Baumgardner        | 5:14  |
| 7.  | Welcome to My Truth       | Anastacia, Kara DioGuardi, John Shanks                                 | Shanks                        | 4:36  |
| 8.  | Lifeline                  | Bentley, Hartman, Shelly Peiken                                        | Hartman                       | 3:40  |
| 9.  | Heavy on My Heart         | Anastacia, Billy Mann                                                  | Mann, Ballard                 | 4:19  |
| 10. | Pieces of a Dream         | Anastacia, Ballard, David Hodges                                       | Ballard, Hodges               | 6:00  |
| 11. | Who’s Gonna Stop the Rain | Evan Rogers, Carl Sturken                                              | Rogers, Sturken               | 4:52  |

CD 2
| #  | Cím                                       | Szerzők                                                          | Producerek                     | Hossz |
| -- | ----------------------------------------- | ---------------------------------------------------------------- | ------------------------------ | ----- |
| 1. | You’ll Never Be Alone                     | Anastacia, Watters, L. Biancaniello                              | Watters, Biancaniello          | 6:25  |
| 2. | I Belong to You (Il ritmo della passione) | Anastacia, Eros Ramazzotti, Claudio Guidetti, DioGuardi, Kaballà | Ramazzotti, Guidetti           | 5:56  |
| 3. | Not That Kind                             | Anastacia, Will Wheaton, Young MC                                | Ric Wake                       | 9:05  |
| 4. | Why’d You Lie to Me                       | Anastacia, Sharpe, Lawson, Trey Parker, Damon Butler, Canela Cox | Ric Wake                       | 9:05  |
| 5. | Best of You                               | Dave Grohl, Taylor Hawkins, Nate Mendel, Chris Shiflett          | Foo Fighters, Nick Raskulinecz | 4:38  |
| 6. | I’m Outta Love                            | Anastacia, Watters, L. Biancaniello                              | Watters, Biancaniello          | 6:09  |
| 7. | Aria / Left Outside Alone                 | Anastacia, Ballard, Austin                                       | Austin, Ballard                | 5:03  |
| 8. | One Day in Your Life                      | Anastacia, Watters, L. Biancaniello                              | Watters, Biancaniello          | 5:14  |